# Aorta

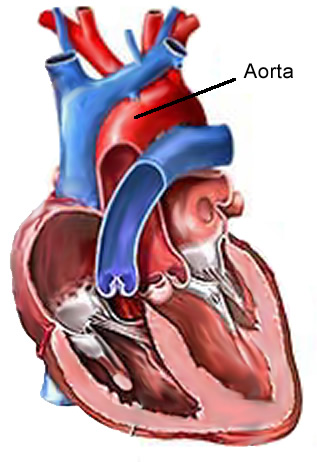
De aorta wordt hier in rood aangegeven

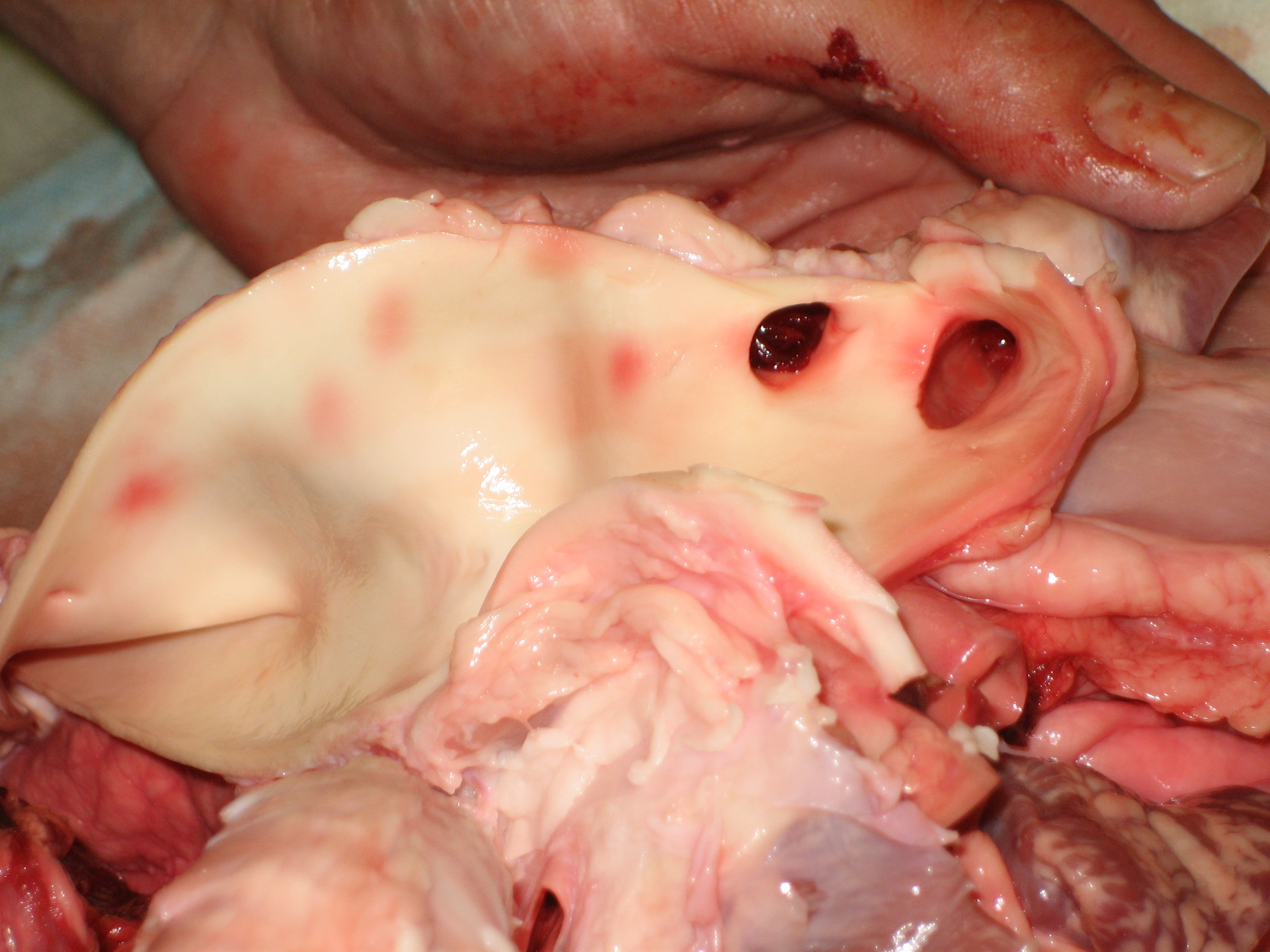
Een opengesneden varkensaorta met aftakkende slagaders

Schema van de aorta. Hierop is de aorta thoracica (rood) te zien. Links op de figuur, rechts in het lichaam is de pars ascendens van de aorta, hierop volgt de pars horizontalis waarop de pars descendens aansluit

De aorta of grote lichaamsslagader loopt vanaf de aortaklep, die de begrenzing vormt met de linkerkamer van het hart, langs de wervelkolom naar de buik.
Bij een volwassen mens heeft de aorta een diameter van twee à drie centimeter en in rust stroomt er zo'n vijf liter bloed per minuut doorheen.

## Orgaan
Sinds 2024 wordt de aorta door de wetenschap aangemerkt als een orgaan, aangezien die verschillende functies heeft: bloedvoorziening als hoofdslagader, reguleren van de bloeddruk, bepaling doorstroomsnelheid van het bloed door het lichaam, meehelpen bij de productie van bepaalde hormonen. De aorta heeft een eigen laag spiercellen, die er voor zorgen dan deze zijn vorm en functie kan behouden.

## Anatomische beschrijving van de aorta
De aorta wordt anatomisch in drie delen verdeeld:
- de aorta ascendens of stijgende aorta
- de arcus aortae of aortaboog
- de aorta descendens of dalende aorta

De aorta ascendens heeft alleen twee aftakkingen naar het hart zelf, de linker- en rechterkransslagader.
De aortaboog heeft drie aftakkingen. Een gaat naar de rechterarm en naar het hoofd, een gaat alleen naar het hoofd en de derde naar de linkerarm.
De aorta descendens voorziet de rest van het lichaam met zuurstofrijk bloed. Dit deel wordt dan nog eens onderverdeeld in een thoracaal deel (in de borstkas, aorta thoracica) en een abdominaal deel (in de buik, aorta abdominalis). De pars descendens aortae heeft veel aftakkingen en voorziet zo alle buikorganen van bloed en eindigt in een bifurcatie naar de twee benen en het bekken.